# 新營綜合轉運站
新營綜合轉運站（又稱新營轉運站、新營綜合轉運中心），是位於臺灣臺南市新營區結合長途客運、市區公車及計程車的轉運設施，是大新營地區的交通門戶。座落於新營交流道下西側800公尺的市地重劃區，可望帶動大新營地區整體發展。月台設有13個國道客運席位、4個市區公車席位，為大台南公車棕幹線的主要站點，有三家市區公車業者、一家公路客運業者及一家國道客運業者進駐本站。轉運站於2019年11月底完工，2020年12月25日開始試營運，並於2021年1月20日正式啟用。
.

## 轉運站設施
- 1樓即為候車月臺與售票處。
- 2樓設有商店街與美食街。

### 月台配置
| 月台編號 | 使用業者                     | 使用路線                                 | 路線備註 |                   |
| 第1月台  | 下客使用/備用月台            | 下客使用/備用月台                        | 下客使用/備用月台 | 下客使用/備用月台 |
| 第2月台  | 下客使用/備用月台            | 下客使用/備用月台                        | 下客使用/備用月台 | 下客使用/備用月台 |
| 第3月台  | 漢程客運                     | 橘9、橘9-1                               | 往 高鐵嘉義站、麻豆、學甲、佳里                                                                                                 |                   |
| 第4月台  | 統聯客運                     | 1625、1628                               | 往 臺北轉運站、中壢、台中車站、朝馬、中港轉運站、麻豆、佳里、漚汪、苓子寮、鹽行、臺南轉運站                                     |                   |
| 第5月台  | 統聯客運                     | 1611、1612                               | 往 市府轉運站、景美站、中港轉運站、嘉義交流道、鹽行、臺南轉運站                                                                 |                   |
| 第6月台  | 興南客運 新營客運 台一大車隊 | 棕幹線 棕2、棕3、黃3、黃6 61（西濱快線） | 往 新營 往 鹽水、新營、下中、坔頭港里、柳營、果毅後、菁寮、後壁 往 新營、鹽水、高跟鞋教堂、北門遊客中心、將軍漁港、台灣鹽博物館 |                   |
| 第7月台  | 興南客運 新營客運 台一大車隊 | 棕幹線 棕1、黃4                          | 往 鹽水、學甲、佳里 往 頑皮世界、南鯤鯓、北門、六甲                                                                             |                   |
| 第8月台  | 興南客運 新營客運 台一大車隊 | 黃1、黃7 棕4、棕5、棕6 棕3-1（預約站牌） | 往 新營、六甲、臺南藝術大學、東山、青山、仙公廟 往 新營、護鎮里、義竹、朴子轉運站、南鯤鯓、好美里、布袋 往 新營、鐵線里         |                   |
| 第9月台  | 嘉義客運                     | 7207、7208                               | 往 鹽水、鹿草、水上、嘉義 |                   |

## 行經路線

### 國道客運
| 編號 | 經營業者 | 路線                   | 備註                                    |
| ---- | -------- | ---------------------- | --------------------------------------- |
| 1611 | 統聯客運 | 臺南轉運站－臺北轉運站 | 經臺北交流道 部分班次經三重交流道       |
| 1612 | 統聯客運 | 臺南轉運站－市府轉運站 | 經安坑交流道 部分班次經萬芳交流道       |
| 1625 | 統聯客運 | 臺南轉運站－台中轉運站 | 經仁德交流道 部分班次經永康交流道       |
| 1628 | 統聯客運 | 漚汪－臺北轉運站       | 經中壢交流道 部分班次延駛苓仔寮、學甲站 |

### 大台南公車
| 編號             | 經營業者            | 起站 | 經由                                            | 訖站         | 備註                                                                                                 |
| ---------------- | ------------------- | ---- | ----------------------------------------------- | ------------ | --- |
| 61               | 新營客運            | 新營 | 新營轉運站、鹽水、高跟鞋教堂 水晶教堂、七股鹽山 | 台灣鹽博物館 | - 台灣好行西濱快線。 - 新營站10:20發車，於臺灣鹽博物館16:40折返。                                    |
| 棕幹線           | 新營客運 興南客運   | 新營 | 新營轉運站、鹽水、學甲                          | 佳里         | - 部分班次行經麻油寮，不經大埔。                                                                     |
| 棕幹線 區間車(1) | 新營客運            | 新營 | 新營轉運站                                      | 鹽水         | |
| 棕幹線 區間車(2) | 新營客運            | 新營 | 新營轉運站、鹽水                                | 大埔路口     | |
| 棕幹線 區間車(3) | 新營客運            | 新營 | 新營轉運站、鹽水、麻油寮                        | 學甲區公所   | |
| 棕1              | 新營客運            | 新營 | 新營轉運站、鹽水、南鯤鯓                        | 雙春         | - 除05:50雙春發車班次，其餘班次延駛至雙春濱海遊憩區。 - 部分班次延駛至北門國中（不經雙春、遊憩區）。 |
| 棕2              | 新營客運 台一大車隊 | 新營 | 新營轉運站、鹽水                                | 下中         | - 部分班次繞駛鹽水上帝廟。 - 4班次使用小黃公車營運。                                                 |
| 棕3              | 新營客運            | 新營 | 新營轉運站、鹽水                                | 坔頭港里     | |
| 棕3-1            | 台一大車隊          | 新營 | 太子宮                                          | 鐵線里       | - 全線使用小黃公車營運。 - 新營轉運站採預約制發車。                                                  |
| 棕4              | 新營客運            | 新營 | 新營轉運站、鹽水、義竹、牛挑灣                  | 朴子轉運站   | |
| 棕5              | 新營客運            | 新營 | 新營轉運站、鹽水分駐所、義竹、南鯤鯓            | 好美里       | |
| 棕6              | 新營客運            | 新營 | 新營轉運站、鹽水、義竹、前東港                  | 布袋遊客中心 | - 每年4~9月延駛至布袋商港。                                                                          |
| 橘9              | 漢程客運            | 佳里 | 學甲、新營轉運站                                | 高鐵嘉義站   | |
| 橘9-1            | 漢程客運            | 佳里 | 麻豆轉運站、新營轉運站                          | 高鐵嘉義站   | |
| 黃1              | 新營客運            | 新營 | 柳營、林鳳營                                    | 六甲         | - 部分班次延駛至新營轉運站、台南藝術大學。                                                           |
| 黃3              | 新營客運            | 新營 | 柳營、二重溪                                    | 果毅後廟前   | - 部分班次繞駛柳營科工區。 - 部分班次延駛至新營轉運站、德元埤荷蘭村。                                |
| 黃4              | 新營客運            | 新營 | 柳營、二重溪                                    | 六甲         | - 部分班次延駛至新營轉運站。 - 除06:00六甲發車班次，其餘班次繞駛柳營奇美醫院。                       |
| 黃6              | 新營客運            | 新營 | 菁寮、白沙屯                                    | 後壁火車站   | - 部分班次延駛至新營轉運站。 - 返程自後壁區公所發車，經後壁火車站。                                  |
| 黃7              | 新營客運            | 新營 | 東山                                            | 青山         | - 部分班次延駛至新營轉運站、仙公廟。                                                                 |
| 黃7區間車        | 新營客運            | 新營 |                                                 | 東山         | - 05:50新營站發車不經枋子林。 - 部分班次延駛至新營轉運站。 - 部分班次繞駛水雲里。                    |

### 公路客運
| 編號 | 經營業者 | 起站       | 經由         | 訖站 | 備註                       |
| ---- | -------- | ---------- | ------------ | ---- | -------------------------- |
| 7207 | 嘉義客運 | 新營轉運站 | 鹽水、竹子腳 | 嘉義 |                            |
| 7208 | 嘉義客運 | 新營轉運站 | 鹽水、重寮   | 嘉義 | - 部分班次繞駛嘉義市學區。 |

### 公共自行車
- YouBike2.0：新營轉運站 20車柱

### 臺南捷運
- 紫線：佳里－新營（規劃中）

## 外部連結
- 大台南公車官方網頁 （页面存档备份，存于）
- 新營轉運站粉絲專頁